# Portia labiata
A Portia labiata é uma aranha saltadora (família Salticidae) encontrada no Sri Lanka, Índia, sul da China, Myanmar, Malásia, Singapura, Java, Sumatra e Filipinas. Nessa aranha saltadora de tamanho médio, a parte da frente é marrom-alaranjada e a parte de trás é marrom. Os olhos principais, bem visíveis, proporcionam uma visão mais aguda do que a de um gato durante o dia e 10 vezes mais aguda do que a de uma libélula, e isso é essencial para a navegação, caça e acasalamento da P. labiata.
O gênero  Portia tem sido chamado de “gatos de oito patas”, pois suas táticas de caça são tão versáteis e adaptáveis quanto as de um leão. Todos os membros do gênero Portia têm táticas de caça instintivas para suas presas mais comuns, mas muitas vezes podem improvisar por tentativa e erro contra presas desconhecidas ou em situações desconhecidas, e depois se lembrar da nova abordagem. Enquanto a maioria das aranhas saltadoras se alimenta principalmente de insetos e por meio da caça ativa, as fêmeas do gênero Portia também constroem teias para capturar presas diretamente e, às vezes, juntam suas próprias teias às das aranhas que usam teias. Tanto as fêmeas quanto os machos preferem as aranhas de teia como presas, seguidas por outras aranhas saltadoras e, por fim, insetos. Em todos os casos, as fêmeas são predadoras mais eficazes do que os machos.
As populações de Los Baños e de Sagada, ambas nas Filipinas, têm táticas de caça ligeiramente diferentes. Em testes de laboratório, a P. labiata de Los Baños se baseia mais em tentativa e erro do que a P. labiata de Sagada para encontrar maneiras de vibrar a teia da presa e, assim, atraí-la ou distraí-la. Nos arredores de Los Baños, a Scytodes pallida, que constrói teias e se alimenta de aranhas saltadoras, é muito abundante e cospe uma goma pegajosa na presa e em possíveis ameaças. Uma P. labiata de Los Baños instintivamente desvia-se da parte traseira da S. pallida enquanto arranca a teia de forma que a presa acredite que a ameaça está à sua frente. Em áreas onde a S. pallida está ausente, os membros locais da P. labiata não usam essa combinação de engano e desvio para atacar pelas costas. Em um teste para explorar a capacidade da P. labiata de resolver um problema novo, uma lagoa em miniatura foi montada e as aranhas tiveram que encontrar a melhor maneira de atravessá-la. Os espécimes de Sagada, nas montanhas, quase sempre repetiam a primeira opção que tentavam, mesmo quando esta não era bem-sucedida. Quando os espécimes de Los Baños, ao lado de um lago, não tiveram sucesso na primeira vez, cerca de três quartos mudaram para outra opção.
Os adultos da P. labiata às vezes usam “exibições propulsivas”, nas quais um indivíduo ameaça um rival do mesmo sexo, e as fêmeas não receptivas também ameaçam os machos dessa forma. As fêmeas da P. labiata são extremamente agressivas com outras fêmeas, tentando invadir e tomar as teias umas das outras, o que muitas vezes resulta em canibalismo. Um teste demonstrou que elas minimizam o risco de confrontos usando linhas de arrasto de seda como marcas de território. Outro teste mostrou que as fêmeas conseguem reconhecer as linhas de arrasto das lutadoras mais poderosas e preferem se aproximar das linhas de arrasto das menos poderosas. As fêmeas tentam matar e comer seus companheiros durante ou após a cópula, enquanto os machos usam táticas para sobreviver à cópula, mas às vezes as fêmeas são mais espertas que eles. Antes de estarem maduras o suficiente para acasalar, as fêmeas filhotes imitam as fêmeas adultas para atrair os machos como presas. Ao caçar, as fêmeas maduras de P. labiata emitem sinais olfativos que reduzem o risco de que outras fêmeas, machos ou filhotes da mesma espécie possam disputar a mesma presa.

## Estrutura corporal e aparência
Como na maioria das espécies do gênero, os corpos das fêmeas de Portia labiata têm de 7 a 10 milímetros de comprimento e suas carapaças têm de 2,8 a 3,8 milímetros de comprimento.:103-105 Os corpos dos machos têm de 5 a 7,5 milímetros de comprimento,:433 com carapaças de 2,4 a 3,3 milímetros de comprimento.:103-105 As carapaças das fêmeas são marrom-alaranjadas, ligeiramente mais claras ao redor dos olhos, onde há estrias de fuligem e, às vezes, um brilho violeta a verde em certas luzes.:103-105 Há um bigode branco largo ao longo da parte inferior da carapaça e, atrás de cada olho principal, há uma crista que parece um chifre. As quelíceras das fêmeas são marrom-alaranjadas escuras e decoradas com pelos brancos esparsos, que formam faixas perto das carapaças. O abdômen das fêmeas é marrom e preto mosqueado, com pelos dourados, brancos e pretos, e há tufos de pelos marrons com pontas brancas. As carapaças dos machos são marrom-alaranjadas, ligeiramente mais claras ao redor dos olhos, e têm pelos marrom-pretos na superfície, mas com uma faixa branca em forma de cunha do ponto mais alto até o dorso e faixas brancas logo acima das pernas. As quelíceras dos machos também são marrom-alaranjadas com marcas marrom-pretas. O abd^men dos machos é marrom com marcas mais claras e com pelos marrom-pretos na superfície e uma faixa curta de pelos brancos. As pernas de ambos os sexos são marrom-escuras, com marcas claras nos apêndices (as seções das pernas mais próximas do corpo).:103-105 Todas as espécies do gênero Portia têm abdomens elásticos, de modo que os de ambos os sexos podem se tornar quase esféricos quando bem alimentados, e os das fêmeas podem se esticar tanto quanto quando produzem ovos.:495 

## Sentidos

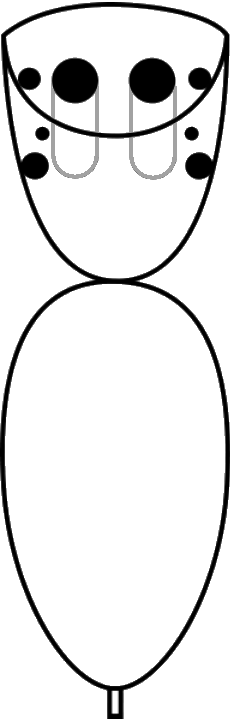
Cefalotórax “quadrado” e padrão de olhos de aranhas saltadoras.

Embora outras aranhas também possam saltar, as aranhas saltadores, incluindo a Portia fimbriata, têm uma visão significativamente melhor do que as outras aranhas,:521 e seus olhos principais são mais aguçados à luz do dia do que os de um gato e 10 vezes mais aguçados do que os de uma libélula. As aranhas saltadoras têm oito olhos, os dois grandes na posição central e frontal (os olhos médio-anteriores, também chamados de “olhos principais”):51 alojados em tubos na cabeça e que proporcionam visão aguçada. Os outros seis são olhos secundários, posicionados ao longo das laterais da carapaça e que atuam principalmente como detectores de movimento.:16 Na maioria das aranhas saltadoras, o par médio de olhos secundários é muito pequeno e não tem função conhecida, mas os das espécies de Portia são relativamente grandes e funcionam tão bem quanto os outros olhos secundários.:424:232 Os olhos principais focalizam com precisão um objeto a distâncias de aproximadamente 2 centímetros,:51 e, na prática, podem enxergar até cerca de 75 centímetros.:53 Como todas as aranhas saltadoras, a P. labiata pode captar apenas um pequeno campo visual de uma só vez, já que a parte mais aguçada de um olho principal pode ver todo um círculo de até 12 milímetros de largura a 20 centímetros de distância, ou até 18 milímetros de largura a 30 centímetros de distância. Os olhos principais da aranha saltadora podem ver do vermelho ao ultravioleta.
Geralmente, a subfamília de aranhas saltadoras Spartaeinae [en], que inclui o gênero Portia, não consegue identificar objetos a distâncias tão longas quanto os membros das subfamílias Salticinae [en] ou Lyssomaninae [en]. No entanto, os membros de Portia têm uma visão tão aguçada quanto a das melhores aranhas saltadoras, por exemplo: a Mogrus neglectus pode distinguir presas e coespecíficos a até 320 milímetros de distância (42 vezes o comprimento do próprio corpo), enquanto a P. fimbriata pode distingui-los a até 280 milímetros (47 vezes o comprimento do próprio corpo). Os olhos principais de uma aranha do gênero Portia também podem identificar características do cenário a até 85 vezes o comprimento do próprio corpo, o que ajuda a aranha a encontrar desvios.:21
No entanto, a Portia leva um tempo relativamente longo para enxergar os objetos, possivelmente porque obter uma boa imagem de olhos tão pequenos é um processo complexo e precisa de muita varredura. Isso torna a Portia vulnerável a predadores muito maiores, como aves, sapos e louva-a-deus, que a Portia muitas vezes não consegue identificar devido ao tamanho do outro predador.
As aranhas, assim como outros artrópodes, têm sensores, geralmente cerdas modificadas, para olfato, paladar, tato e vibração que se projetam através de sua cutícula (“pele”):532-533  Ao contrário dos insetos, as aranhas e outros quelicerados não têm antenas. Uma Portia pode sentir vibrações de superfícies e usá-las para acasalar e caçar outras aranhas na escuridão total. Ela pode usar os “cheiros” do ar e da superfície para detectar presas que encontra com frequência, para identificar membros da mesma espécie, para reconhecer membros familiares e para determinar o sexo de outro membro da mesma espécie.:13

## Táticas de caça

### Táticas usadas pela maioria das aranhas saltadoras e pela maioria das aranhas do gêneroPortia
Quase todas as aranhas saltadoras são predadoras, predando principalmente insetos, outras aranhas e outros artrópodes. O procedimento mais comum é avistar a presa, persegui-la, prender uma linha de segurança de seda à superfície, usar os dois pares de pernas traseiras para saltar sobre a vítima e, finalmente, morder a presa. A maioria das aranhas saltadoras caminha durante o dia, de modo a maximizar suas chances de captura.
Os membros do gênero Portia têm táticas de caça tão versáteis e adaptáveis quanto as de um leão. Todos os membros do gênero Portia têm táticas instintivas para suas presas mais comuns, mas podem improvisar por tentativa e erro contra presas desconhecidas ou em situações desconhecidas, e depois se lembrar da nova abordagem. Eles também podem fazer desvios para encontrar o melhor ângulo de ataque contra uma presa perigosa, mesmo quando o melhor desvio tira a Portia do contato visual com a presa, e, às vezes, a rota planejada leva ao rapel por um fio de seda e à mordida da presa por trás. Esses desvios podem levar até uma hora, e a Portia geralmente escolhe a melhor rota, mesmo que precise passar por uma rota incorreta.:422 Se uma Portia cometer um erro ao caçar outra aranha, ela mesma pode ser morta.
Enquanto a maioria das aranhas saltadoras se alimenta principalmente de insetos e por meio de caça ativa,:340 as fêmeas de Portia também constroem teias para capturar presas diretamente. Essas teias de captura têm formato de funil e são mais largas na parte superior:513 e têm cerca de 4.000 centímetros cúbicos de volume.:429-431 A teia é construída inicialmente em cerca de 2 horas e, em seguida, torna-se gradualmente mais forte.:239 Uma Portia frequentemente junta sua própria teia a uma de uma aranha que não é da família Salticinae.:432 Quando não está unida à de outra aranha, a teia de captura de uma fêmea de P. labiata pode ser suspensa em bases rígidas, como galhos e pedras, ou em bases flexíveis, como caules de arbustos.:432 
A teia é uma extensão dos sentidos da aranha, informando-a sobre as vibrações que sinalizam a chegada de presas e predadores. Se o intruso for outra aranha de teia, essas vibrações variam muito, dependendo da espécie, do sexo e da experiência da nova aranha de teia. Uma Portia pode arrancar a teia de outra aranha com uma gama praticamente ilimitada de sinais, seja para atrair a presa para o campo aberto ou para acalmá-la, repetindo monotonamente o mesmo sinal enquanto a Portia se aproxima lentamente o suficiente para mordê-la.:340-341 Essas táticas permitem que as espécies de Portia derrotem aranhas de teia, como a  Holocnemus pluchei, de 10% a 200% de seu tamanho, e elas caçam em todos os tipos de teias.:491 Em contrapartida, outras aranhas cursoriais geralmente têm dificuldade de se movimentar em teias, e as aranhas construtoras de teias têm dificuldade de se movimentar em teias diferentes das que elas constroem: teias pegajosas aderem às aranhas cursoriais e às construtoras de teias não pegajosas; os construtores de teias cribeladas têm dificuldade com teias não cribeladas e vice-versa.:424 Quando a teia é esparsa, a Portia usa a “sondagem rotativa”, na qual ela move uma perna livre até encontrar um fio.:433-434 Ao caçar na teia de outra aranha, o movimento lento e agitado da Portia e as abas de suas pernas fazem com que ela se assemelhe a detritos de folhas presos na teia e soprados pela brisa.:514 A P. labiata e algumas outras espécies de Portia usam a brisa e outras perturbações como “cortinas de fumaça” nas quais esses predadores podem se aproximar das aranhas de teia mais rapidamente e voltar a uma abordagem mais cautelosa quando a perturbação desaparece.:313 Algumas aranhas de teia correm para longe quando percebem o andar não rítmico de uma Portia entrando na teia - uma reação que Wilcox e Jackson chamam de “pânico da Portia”.:418 
Se um inseto grande estiver se debatendo em uma teia, a Portia geralmente não pega o inseto, mas espera até um dia para que o inseto pare de se debater, mesmo que o inseto esteja completamente preso.:448 Quando um inseto fica preso em uma teia pertencente a P. labiata,  P. schultzi ou qualquer variante regional de  P. fimbriata, e próximo à teia de uma aranha, a aranha de teia às vezes entra na teia de Portia, e a Portia persegue e captura a aranha de teia.:440-441, 444 
Ao capturar um inseto fora de uma teia, a Portia às vezes se lança e às vezes usa um “pick up”,:441, no qual ela move suas presas lentamente em contato com a presa. Em alguns “pick ups”, a Portia primeiro usa lentamente suas patas dianteiras para manipular a presa antes de mordê-la.:441 P. labiata e P. schultzi também saltam ocasionalmente sobre um inseto.:448 Entretanto, as espécies de Portia não são muito boas em capturar insetos em movimento:516 e frequentemente os ignoram, enquanto alguns outros gêneros de salticídeos, especialmente os rápidos e ágeis Brettus [en] e Cyrba [en], têm bom desempenho contra pequenos insetos.:516
Quando uma Portia persegue outra aranha saltadora, a presa geralmente encara a Portia e depois foge ou se exibe como faz com outro membro de sua própria espécie.:444
As teias das aranhas nas quais as espécies de Portia se alimentam às vezes contêm insetos mortos e outros artrópodes que não foram comidos ou foram parcialmente comidos. A P. labiata e algumas outras espécies de Portia, como a P. fimbriata (em Queensland) e a P. schultzi, às vezes se alimentam desses cadáveres se eles não estiverem obviamente deteriorados.:448
Uma Portia normalmente leva de 3 a 5 minutos para perseguir uma presa, mas algumas perseguições podem levar muito mais tempo e, em casos extremos, quase 10 horas quando persegue uma aranha em uma teia.:439
Todas as espécies de Portia comem ovos de outras aranhas, inclusive ovos de sua própria espécie e de outras aranhas cursoriais, e podem extrair ovos de proteções que vão desde as frágeis de Pholcus até as resistentes de Philoponella [en]. Embora apenas a P. fimbriata (em Queensland) capture aranhas cursoriais em seus ninhos, todas as espécies de Portia roubam ovos de ninhos vazios de aranhas cursoriais.:448
O veneno das espécies de Portia é excepcionalmente poderoso contra aranhas.:491 Quando uma Portia ataca uma aranha pequena ou média (até o peso da Portia),:428 inclusive outra Portia, a presa geralmente foge por cerca de 100 a 200 milímetros, entra em convulsões, fica paralisada depois de 10 a 30 segundos e continua em convulsão por 10 segundos a 4 minutos. A Portia se aproxima lentamente da presa e a abocanha.:441-443 A Portia geralmente precisa infligir até 15 golpes para imobilizar completamente uma aranha maior (1,5 a 2 vezes o peso da Portia):428 e, em seguida, a Portia pode esperar cerca de 20 a 200 milímetros de distância por 15 a 30 minutos antes de agarrar a presa.:441-443 Os insetos geralmente não são imobilizados tão rapidamente, mas continuam a se debater, às vezes por vários minutos. Se Portia não puder fazer mais contato, todos os tipos de presas geralmente se recuperam, fazendo movimentos lentos vários minutos após o ataque, mas muitas vezes iniciando o movimento normal somente após uma hora.:441-443
As aranhas têm um intestino estreito que só consegue lidar com alimentos líquidos e têm dois conjuntos de filtros para impedir a entrada de sólidos. Algumas aranhas bombeiam enzimas digestivas do intestino médio para a presa e, em seguida, sugam os tecidos liquefeitos da presa para o intestino, deixando para trás a casca vazia da presa. Outras trituram a presa até virar polpa usando as presas e as bases dos pedipalpos, enquanto a inundam com enzimas; nessas espécies, as presas e as bases dos pedipalpos formam uma cavidade pré-oral que retém o alimento que está sendo processado.:576
Ocasionalmente, uma Portia é morta ou ferida enquanto persegue uma presa com até duas vezes o seu tamanho. A P. labiata é morta em 2,1% das perseguições e ferida, mas não morta, em 3,9%, a P. schultzi é morta em 1,7% e ferida, mas não morta, em 5,3%, e a P. fimbriata em Queensland é morta em 0,06% de suas perseguições e ferida, mas não morta, em outros 0,06%. A pele especialmente resistente da Portia geralmente evita ferimentos, mesmo quando seu corpo fica preso nas presas da outra aranha. Quando ferida, a Portia sangra e pode perder uma ou mais pernas. Os palpos e as pernas das aranhas se quebram facilmente quando atacadas, o que pode ser um mecanismo de defesa, e elas são frequentemente vistas com pernas ou palpos ausentes, enquanto outros salticídeos no mesmo habitat não são vistos com pernas ou palpos ausentes.:440-450 

### Táticas usadas pelaPortia labiata
Todas as estatísticas de desempenho resumem o resultado de testes em um laboratório, usando espécimes em cativeiro.:429-430 A tabela a seguir mostra o desempenho de caça das fêmeas adultas. Além da P. labiata, a tabela mostra para comparação os desempenhos de caça da  P. africana, P. schultzi e três variantes regionais da P. fimbriata.:424, 432, 434 
| Presa                | Desempenho                      | P. labiata | P. africana | P. schultzi | P. fimbriata (Q) | P. fimbriata (TN) | P. fimbriata (SL) |
| -------------------- | ------------------------------- | ---------- | ----------- | ----------- | ---------------- | ----------------- | ----------------- |
| Salticídeos          | Tendência de perseguir a presa  | 63%        | 77%         | 58%         | 87%              | 50%               | 94%               |
| Salticídeos          | Eficiência na captura de presas | 40%        | 29%         | 36%         | 93%              | 10%               | 45%               |
| Aranhas construtoras | Tendência de perseguir a presa  | 83%        | 74%         | 84%         | 91%              | 94%               | 64%               |
| Aranhas construtoras | Eficiência na captura de presas | 79%        | 65%         | 72%         | 92%              | 81%               | 83%               |
| Insetos              | Tendência de perseguir a presa  | 35%        | 48%         | 52%         | 27%              | 30%               | 43%               |
| Insetos              | Eficiência na captura de presas | 71%        | 67%         | 69%         | 41%              | 83%               | 78%               |

Notas sobre esta tabela:
- “Tendência de perseguir a presa” é a porcentagem de testes em que o sujeito persegue a presa em potencial, e uma perseguição começa quando a Portia se aproxima da presa ou sacode a teia da presa.[3]:428-429

- “Eficiência na captura de presas” é a porcentagem de perseguições em que o sujeito captura a presa.[3]:428-429

- Os espécimes de P. labiata do Sri Lanka foram usados nessa análise.[3]:425

- “(Q)”, ‘(TN)’ e ‘(SL)’ identificam P. fimbriata de Queensland, Território do Norte e Sri Lanka.[3]:425

- As presas utilizadas foram: aranhas saltadoras não especificadas; aranhas das famílias Amaurobiidae e Theridiidae; e moscas-domésticas.[3]:428

Uma fêmea de P. labiata geralmente pendura uma teia de captura em caules e folhas flexíveis de arbustos e galhos mais baixos de árvores, em vez de em rochas e troncos de árvores.:432 Os machos de Portia não constroem teias de captura.:429
Uma fêmea de P. labiata persegue com mais frequência pequenas aranhas saltadoras e aranhas de teia do que presas maiores. Embora capture com mais frequência aranhas saltadoras pequenas do que aranhas maiores, ela é igualmente eficaz com todos os tamanhos de aranhas de teia de até duas vezes o seu próprio tamanho.:437-439 Uma fêmea de P. labiata é eficaz contra insetos com até duas vezes o seu tamanho quando o inseto está preso na teia de uma aranha e contra insetos que não estão em teias e com tamanho de até P. labiata, enquanto P. labiata raramente persegue ou captura um inseto maior em campo aberto. Uma fêmea de P. labiata raramente persegue ou captura um inseto maior em sua própria teia e é um pouco menos eficaz contra insetos menores na teia do que em outras situações:439 Os machos são menos eficientes em todos os casos.:436
Um teste realizado em 1997 mostrou que P. labiata das Filipinas e do Sri Lanka têm preferências semelhantes por diferentes tipos de presas, e que a ordem de preferência é: aranhas de teia; aranhas saltadoras; e insetos.:337-339 Essas preferências se aplicam tanto a presas vivas quanto a iscas imóveis, e a espécimes de P. labiata sem presas por 7 dias (“bem alimentados”):335 e sem presas por 14 dias (“famintos”).:335 Os espécimes de P. labiata sem presas por 21 dias (“fome extrema”) não demonstraram preferência por diferentes tipos de presas.:339 O teste incluiu como presas várias espécies de aranhas de teia e aranhas saltadoras, e a seleção das espécies de presas não mostrou evidência de afetar os resultados.:337-339 Os insetos foram representados pela mosca-doméstica Musca domestica.:335
Ao contrário da variante de Queensland da P. frimbriata, a P. labiata não tem táticas especiais ao caçar outras aranhas saltadoras.:343
A P. labiata não se alimenta de formigas,:45-46 mas é predada pelas formigas Oecophylla smaragdina e Odontomachus (espécie incerta).:47
A P. labiata às vezes se aproxima de um ninho translúcido contendo outra aranha e geralmente espera de frente para a presa por várias horas. Ocasionalmente, a P. labiata salta sobre a presa no ninho, mas isso é ineficaz.:447
As populações de Los Baños e de Sagada, ambas nas Filipinas, têm táticas de caça ligeiramente diferentes, e Los Baños tem algumas aranhas muito perigosas. Em testes de laboratório, a P. labiata de Los Baños se baseia mais em tentativa e erro do que a P. labiata de Sagada para encontrar maneiras de vibrar a teia da presa e, assim, atraí-la ou distraí-la.:283-284 Em torno de Los Baños, a Scytodes pallida, construtora de teias, que se alimenta de aranhas saltadoras, é muito abundante. Todos os membros do gênero Scytodes cospem uma goma pegajosa na presa e em possíveis ameaças, e isso pode imobilizar uma Portia por tempo suficiente para que os Scytodes a envolvam em seda e a mordam. Nos arredores de Los Baños, a P. labiata instintivamente se desvia da parte de trás da S. pallida que não está carregando ovos e, ao mesmo tempo, arranca a teia de forma que a S. pallida acredite que a ameaça está à sua frente. A P. labiata prefere perseguir uma S. pallida fêmea que esteja carregando ovos, pois assim a S. pallida reluta em largar os ovos para cuspir e, nesse caso, a P. labiata às vezes usa um ataque direto. Em áreas onde a S. pallida está ausente, os membros locais da P. labiata não usam essa combinação de arrancar as teias de outras aranhas para enganar a presa e desviar para dar um golpe nas costas.
Um teste realizado em 2001 mostrou que quatro espécies saltadoras tomam néctar, seja sugando-o da superfície das flores ou mordendo as flores com suas presas. As aranhas se alimentavam em ciclos de dois a quatro minutos e depois se limpavam, especialmente as quelíceras, antes de outro ciclo. Uma parte mais formal do teste mostrou que 90 aranhas saltadoras filhotes, incluindo a P. labiata, geralmente preferem sugar de papel absorvente embebido em uma solução de 30% de açúcar em água em vez de papel embebido em água pura. Os autores sugerem que, na natureza, o néctar pode ser uma forma frequente e conveniente de obter alguns nutrientes, pois evitaria o trabalho, os riscos e os custos (como a produção de veneno). As aranhas saltadoras podem se beneficiar dos aminoácidos, lipídios, vitaminas e minerais normalmente encontrados no néctar.
Um teste em um ambiente deliberadamente artificial explorou a capacidade da P. labiata de resolver um novo problema por tentativa e erro. Uma pequena ilha foi montada no meio de um atol em miniatura, e o espaço entre elas foi preenchido com água. O espaço era largo demais para as aranhas pularem até o fim, e as opções das aranhas eram pular e depois nadar ou apenas nadar. Os testadores incentivaram alguns espécimes usando uma pequena concha para fazer ondas em direção ao atol quando as aranhas escolhiam a opção que os testadores preferiam (pular e depois nadar para algumas aranhas, e apenas nadar para outras), e desencorajaram alguns espécimes fazendo ondas de volta para a ilha quando as aranhas escolhiam a opção que os testadores não queriam - em outras palavras, os testadores “premiaram” um grupo pelo comportamento “bem-sucedido” e “penalizaram” o outro grupo pelo comportamento “indesejado”.:284-286 Os espécimes de Sagada quase sempre repetiam a primeira opção que tentavam, mesmo quando não eram bem-sucedidos. Quando os espécimes de Los Baños não obtiveram sucesso na primeira vez, cerca de três quartos mudaram para a outra opção, independentemente de a primeira tentativa ter sido saltar e depois nadar ou apenas nadar.:287-288 

## Reprodução e ciclo de vida
Antes do cortejo, o macho de Portia tece uma pequena teia entre galhos ou ramos, pendura-se sob ela e ejacula.:467 Em seguida, ele absorve o sêmen em reservatórios em seus pedipalpos,: 581-583 que são maiores do que os das fêmeas.:572-573 
As fêmeas de muitas espécies de aranhas, inclusive P. labiata,:33:517 emitem feromônios voláteis no ar, e esses geralmente atraem os machos à distância.:36 As linhas de arrasto de seda das fêmeas de aranhas saltadoras também contêm feromônios, que estimulam os machos a cortejar as fêmeas e podem fornecer informações sobre o status de cada fêmea, por exemplo, se a fêmea é juvenil, subadulta ou madura.:43 Os feromônios podem ajudar a encontrar os ninhos das aranhas saltadoras, que geralmente ficam escondidos sob pedras ou em folhas enroladas, tornando-os difíceis de serem vistos.:36
As espécies de Portia às vezes usam “exibições propulsivas”, com as quais um membro ameaça um rival da mesma espécie e sexo, e as fêmeas não receptivas também ameaçam os machos dessa forma.:343 Uma exibição propulsiva é uma série de movimentos repentinos e rápidos, incluindo golpes, investidas, batidas e saltos.:455 
Um teste de laboratório mostrou como os machos de P. labiata minimizam o risco de se encontrarem, reconhecendo pedaços frescos de papel mata-borrão, alguns contendo suas próprias linhas de arrasto de seda e outros contendo as de outro macho. Os machos também foram atraídos por papel mata-borrão fresco que continha as linhas de arrasto das fêmeas, enquanto as fêmeas não responderam ao papel mata-borrão fresco que continha as linhas de arrasto dos machos. Isso sugere que os machos geralmente procuram as fêmeas, e não o contrário. Nenhum dos sexos respondeu ao papel mata-borrão de uma semana atrás, independentemente de conter linhas de arrasto de seda de machos ou de fêmeas. Uma série semelhante de testes mostrou que a P. fimbriata de Queensland apresentou os mesmos padrões de respostas entre os sexos.
Entre a P. labiata e algumas outras espécies de Portia, quando adultos da mesma espécie, mas de sexos opostos, se reconhecem, eles se exibem a uma distância de 10 a 30 centímetros. Os machos geralmente esperam de 2 a 15 minutos antes de começar o cortejo, mas às vezes uma fêmea começa o cortejo primeiro.:461 
Uma fêmea de P. labiata que vê um macho pode se aproximar lentamente ou esperar. O macho então caminha com a postura ereta e se exibe. Se a fêmea não fugir, ela faz uma exibição propulsiva primeiro. Se o macho se mantiver firme e ela não fugir nem repetir a exibição propulsiva, ele se aproxima e, se ela estiver madura, eles copulam.:461-464 Se a fêmea for subadulta (a uma muda da maturidade), um macho pode coabitar na teia de captura da fêmea.:467 As espécies de Portia geralmente acasalam em uma teia ou em uma linha de arrasto feita pela fêmea.:518 P. labiata copula tipicamente por cerca de 100 segundos,:465 enquanto outros gêneros podem levar vários minutos ou até mesmo várias horas.:518:465 
As fêmeas de P. labiata e P. schultzi tentam matar e comer seus companheiros durante ou após a cópula, torcendo-se e atacando. Os machos esperam até que as fêmeas tenham encurvado as pernas, o que torna esse ataque menos provável. Os machos também tentam descer por um fio de seda para se aproximarem por cima, mas as fêmeas podem fazer manobras para ficar em uma posição mais alta. Se a fêmea se mover, o macho pula e foge.:343
Antes de estarem maduras o suficiente para acasalar, as fêmeas da P. labiata e também da P. schultzi imitam as fêmeas adultas para atrair os machos como presas.
As fêmeas de P. labiata são extremamente agressivas com outras fêmeas, tentando invadir e assumir o controle das teias umas das outras, o que frequentemente resulta em canibalismo. Um teste de laboratório mostrou como elas minimizam o risco de se encontrarem, reconhecendo pedaços de papel mata-borrão que contêm suas próprias linhas de arrasto de seda e pedaços que contêm linhas de arrasto de outras fêmeas de P. labiata. Se os obstáculos impossibilitam ver se a outra está fisicamente presente, ela evita o papel mata-borrão que contém as linhas de arrasto da outra, mas se move sem restrições se puder ver que a outra fêmea não está por perto. As linhas de arrasto de seda parecem funcionar como marcas de território, da mesma forma que muitos mamíferos identificam os coespecíficos por meio da marcação pelo cheiro. As fêmeas de P. labiata também evitam fêmeas rivais com maior capacidade de luta e passam mais tempo perto de lutadoras menos poderosas. Um teste de laboratório coletou amostras das linhas de arrasto de fêmeas de tamanhos iguais e, em seguida, colocou algumas delas em competições. Outras fêmeas evitaram as linhas de arrasto das vencedoras e passaram a maior parte do tempo nas linhas de arrasto das perdedoras. Testes semelhantes mostraram que as fêmeas de P. fimbriata da Austrália e P. schultzi do Quênia não evitam as linhas de arrasto de uma lutadora poderosa.:753
Em P. labiata e em algumas outras espécies, as disputas entre machos geralmente duram apenas 5 a 10 segundos, e apenas as pernas fazem contato.:466 As disputas entre as fêmeas de Portia são violentas:518 e os abraços em P. labiata geralmente duram de 20 a 60 segundos. Ocasionalmente, essas disputas incluem lutas que, às vezes, quebram uma perna, mas, em geral, uma fêmea ataca a outra. Às vezes, uma delas derruba a outra de costas, e a outra pode ser morta e devorada se não se endireitar rapidamente e fugir. Se a perdedora tiver um ninho, a vencedora assume o controle e come os ovos que estiverem lá.:466-467 
Ao caçar, as fêmeas maduras de P. labiata, P. africana, P. fimbriata e P. schultzi emitem sinais olfativos que reduzem o risco de que outras fêmeas, machos ou filhotes da mesma espécie possam disputar a mesma presa. O efeito inibe o mimetismo agressivo contra uma aranha presa, mesmo que a aranha presa esteja visível, e também se a presa estiver habitando qualquer parte de uma teia. Se uma fêmea de uma dessas espécies de Portia sentir o cheiro de um macho da mesma espécie, a fêmea estimula os machos a cortejar. Essas espécies de Portia não apresentam esse comportamento quando recebem sinais olfativos de membros de outras espécies de Portia.
A P. labiata geralmente põe ovos em folhas marrons mortas com cerca de 20 milímetros de comprimento, suspensas perto do topo de sua teia de captura, e depois cobre os ovos com uma folha de seda. Se não houver nenhuma folha morta disponível, a fêmea fará uma pequena plataforma horizontal de seda na teia de captura, colocará os ovos sobre ela e, em seguida, cobrirá os ovos.:434-435 
As fêmeas de Portia nunca foram vistas comendo seus próprios ovos, mas na natureza as fêmeas com seus próprios ovos foram vistas comendo ovos de outras fêmeas da mesma espécie. Em um teste, as fêmeas de P. labiata não comeram seus ovos se os testadores os colocaram nos ninhos de outras fêmeas, mostrando que as fêmeas do teste podiam identificar seus próprios ovos, possivelmente por meios químicos. Quando as fêmeas de teste e seus ovos foram devolvidos aos seus próprios ninhos e os ovos de outras fêmeas também foram colocados no mesmo ninho, as fêmeas de teste não comeram nem seus próprios ovos nem os “estranhos”. Na natureza, é improvável que uma fêmea encontre ovos estranhos em seu ninho, e pode ser mais seguro para as fêmeas evitarem ovos em seus próprios ninhos.
Para a muda, todas as espécies de Portia tecem uma teia horizontal cujo diâmetro é cerca de duas vezes o comprimento do corpo da aranha e é suspensa apenas de 1 a 4 milímetros abaixo de uma folha. A aranha fica de cabeça para baixo e, com frequência, desliza de 20 a 30 milímetros para baixo durante a muda.:496 As espécies de Portia tecem uma teia temporária semelhante para descansar.:513

## Taxonomia
P. labiata é uma das 17 espécies do gênero Portia. Essa espécie foi denominada Sinis fimbriatus (Hasselt, 1882; identificação errônea), Linus labiatus (Thorell, 1887), Linus dentipalpis (Thorell, 1890), Erasinus dentipalpis (Thorell, 1892), Erasinus labiatus (Simon, 1903) e Portia labiata (Wanless, 1978), e o último nome tem sido usado desde então.
Portia faz parte da subfamília Spartaeinae [en], que se acredita ser primitiva.:491 A filogenia molecular, uma técnica que compara o DNA de organismos para reconstruir a árvore da vida, indica que Portia é um membro do clado Spartaeinae, que Spartaeinae é basal (bastante semelhante aos ancestrais de todas as aranhas saltadoras), que o parente mais próximo de Portia é o gênero Spartaeus [en], e que os outros mais próximos são  Phaeacius e Holcolaetis [en].:53

## Ecologia
A P. labiata é encontrada no Sri Lanka, Índia, sul da China, Myanmar, Malásia, Singapura, Java, Sumatra e Filipinas.:425:103-105
As populações de P. labiata em Los Baños e em Sagada, ambas nas Filipinas, têm ambientes diferentes: Los Baños é uma floresta úmida tropical de baixa altitude onde há muitas espécies de aranhas, algumas das quais são especialmente perigosas para a P. labiata; e Sagada está em uma altitude mais elevada, com floresta de pinheiros e menos espécies de aranhas, nenhuma das quais é tão perigosa para a P. labiata. A variante de Los Baños tem um repertório de táticas um pouco mais amplo.:283-284 
Nas Filipinas, a P. labiata não se alimenta de formigas,:45-46 mas é predada pelas formigas Oecophylla smaragdina e Odontomachus (espécie incerta).:47 Uma Odontomachus solitária foi vista atacando uma P. labiata.:50 Em um teste, a formiga Diacamma vagans matou sozinha uma P. labiata.:52

## Na cultura popular
A P. labiata aparece com destaque na série de ficção científica Children of Time [en], de Adrian Tchaikovsky [en].